# Edith Raymond Locke
Edith Raymond Locke, kurz Edie Locke (geboren am 3. August 1921 in Wien, Österreich als Edith Rosenberg Laub; gestorben am 23. August 2020 in Thousand Oaks, Kalifornien, Vereinigte Staaten), war eine österreichisch-US-amerikanische Modejournalistin.

## Leben
Edith Laub ist eine Tochter von Hermann Laub und Vera Hochberg. Sie besuchte das Realgymnasium von 1931 bis 1938 in Wien. Nach dem Anschluss Österreichs an das nationalsozialistische Deutschland emigrierte sie im April 1939 ohne ihre Familie in die Vereinigten Staaten. Sie lernte die Sprache, besuchte das Brooklyn College von 1940 bis 1942 und studierte danach am City College of New York und 1945 an der New York University. Im Jahr 1945 fand sie eine Stelle in der Anzeigenabteilung von Harper’s Bazar, agierte dort von 1945 bis 1946 in dessen Werbeabteilung und wurde von 1946 bis 1948 in der Kundenakquisition bei dessen Ableger Junior Bazaar eingesetzt. 1948/49 trat sie bei der Modeagentur Abbott Kimball Company ebenfalls im Werbebereich in Erscheinung, ehe sie von Betsy Blackwell, die seit 1937 Chefredakteurin der Frauenzeitschrift Mademoiselle war, abgeworben wurde. Edie Locke machte bei Mademoiselle eine Karriere vom Assistant zum Associate zum Fashion Editor. Mademoiselle vertrat unter den US-amerikanischen Frauen- und Modemagazinen auch einen literarischen Anspruch und erschloss sich in den 1960er Jahren eine neue Leserschaft unter den Collegestudentinnen. Nach Blackwells Abgang 1971 wurde Locke Chefredakteurin (Editor in Chief). Davor war sie bereits seit 1967 eine leitende Redakteurin.
Als andere Frauenzeitschriften im Stile von Cosmopolitan mit einer stärker sexualisierten Aufmachung auf den Zeitschriftenmarkt drängten, wurde sie 1980 vom Verleger Si Newhous entlassen. 1981 gründete Locke die Produktionsfirma Edie Locke Productions und schuf sich ein eigenes halbstündiges Fernsehmagazin You!, das wöchentlich vom Sender USA Network ausgestrahlt wurde. 1986 wurde die Sendung von Lifetime Television übernommen und in ein tägliches Magazin integriert, in dem sie beratend tätig war. 1994 gab sie ihre Tätigkeit bei Lifetime auf und zog nach Los Angeles, wo sie auch wieder im Bereich „fashion TV“ tätig wurde. Locke war Mitglied der Jury der Coty American Fashion Critics’ Awards und Mitglied im Women’s advertising club. Zeitlebens wurde sie mehrfach ausgezeichnet; so unter anderem mit dem Order of the Purple Garter Award. Des Weiteren war sie Jurymitglied bei der Vergabe der von den American Fashion Critics organisierten Coty Awards und in den Jahren 1972/73 Präsidentin der Modesektion der National Newspaper Publishers Association, der Vereinigung US-amerikanischer Zeitschriftenherausgeber.
Locke war mit Ralph Locke verheiratet und hatte eine Tochter mit dem Namen Katherine Dee. 1965 schrieb sie das Kinderbuch The Red Door.

## Werke
- The Red Door. Illustrationen Anne R. Goodman. The Vanguard Press, New York 1965